# Фіалковський Володимир Олександрович
Фіалковський Володимир Олександрович (14 липня 1965, Київ — 4 серпня 2011) — український політик, доктор економічних наук (2006 р). Член Ради НС «Наша Україна» (з 03.2005), голова Херсонської обласної організації НСНУ.

## Біографія
Народився 14 липня 1965 року в Києві. Українець.

## Родина
Батько — Фіалковський Олександр Терентійович 1937 року — доктор фізико-математичних наук, професор Київської державної академії водного транспорту.
мати — Акатнова Світлана Миколаївна 1938 року — інженер-конструктор заводу «Арсенал», пенсіонер. Був двічі одружений, є син.

## Освіта
Освіту здобував у Київському університеті імені Т. Шевченка на факультеті радіофізізики (1982—1990 рр.).
Фіалковський — один з авторів концепції «екології економіки».

## Кар'єра
- 1987—1993 рр. — старший технік, інженер, аспірант Київського університету імені Тараса Шевченка.
- 1993—1994 рр. — заступник директора ПП «АВС» (Київ).
- З 1994 року — головний менеджер, директор ТОВ «Топ-Сервіс» (Київ).

Народний депутат України 3 скликликання березень 1998 року по квітень 2002 року, виборчий округ № 187, Херсонської області. На час виборів — директор ТОВ «Топ-Сервіс».
Член фракції ПЗУ травень 1998 року по лютий 2000 року, позафракцією серпень — лютий 2000 року
Член фракції СДПУ(О) оютий — червень 2000 року, позафракцією червень — вересень 2000 року
Член фракції «Яблуко» вересень 2000 року
Член Комітету з питань фінансів і банківської діяльності липень 1998 року
Заступник голови ПЗУ з питань взаємодії партії і фракції ПЗУ у ВР України листопад 1999 року по 2000 рік.
Народний депутат України 4 скликання квітень 2002 року по квітень 2006 року, виборчий округ № 185, Херсонська область, самовисування. За 26.57 %, 16 суперн. На час виборів — народний депутат України, б/п. Позафракційний травень 2002 року по березень 2005 року
Член фракції «Наша Україна» березень 2005 року по квітень 2006 року.
Член Комітету з питань фінансів і банківської діяльності червень 2002 року по квітень 2006 року. Голосував за згоду на призначення Віктора Януковича прем'єр-міністром України 21 листопада 2002 року.
З березня 2006 року кандидат в народні депутати України від Блоку «Наша Україна», № 89 в списку, член НСНУ.
Довірена особа кандидата на пост Президента України Віктора Ющенка в ТВО № 187, 2004—2005 рр.